# Krasnoïarsk
Pour les articles homonymes, voir Krasnoïarsk (homonymie).
Ne doit pas être confondu avec Krasnodar.
Krasnoïarsk (en russe : Красноярск, /krəsnɐˈjarsk/ )  est une ville russe, située en Sibérie orientale, et le centre administratif du kraï de Krasnoïarsk. La ville forme sa propre subdivision en tant qu'okroug urbain au sein du kraï, et elle est divisée en sept arrondissements. La ville est l'une des plus anciennes de Sibérie, et elle divisée par le grand fleuve Ienisseï.
Fondée en 1628 par les cosaques du Ienisseï, elle est alors un fort russe sur des terres kètes. Subissant plusieurs fois les attaques des tribus locales, y compris des Ienisseï kirghizes, la localité accède au statut de ville en 1690. Au début de la période impériale, la ville est connectée aux principales voies de communications sibériennes, même si Ienisseïsk reste alors la plus importante ville de la région, qu'elle finit par dépasser au siècle suivant, devenant la plus grande ville du Ienisseï. En 1773, la ville est ravagée par un incendie qui la détruit presque entièrement. Elle obtient le statut de capitale du gouvernement du Ienisseï au début du XIXe siècle, devient un grand centre commercial prospère avec la ruée vers l'Or en Sibérie, et s'industrialise à la fin du siècle. Pendant la révolution russe de 1905, elle est lieu de la brève république de Krasnoïarsk, et elle est prise en janvier 1920 pendant la guerre civile par les bolcheviks. La population explose pendant l'après-guerre, mais ses usines sont impactées par la dislocation de l'URSS.
Forte de 1 196 913 habitants en 2023, elle est la huitième ville du pays, la ville millionnaire de Russie la plus orientale, et la quatrième de  Sibérie. Son agglomération est la treizième de Russie, avec 1,5 million d'habitants. La ville se trouve sur les deux rives du puissant fleuve sibérien Ienisseï, à la jonction de la plaine de Sibérie occidentale, du plateau de Sibérie centrale et des monts Saïan, dans une gorge formée par les contreforts les plus septentrionaux du Saïan oriental. Ses colonnes forment un parc national au sud de la ville.
Centre scientifique, éducatif, culturel et sportif de Sibérie orientale, la ville universitaire compte plus de 150 000 étudiants, possédant entre autres l'Université fédérale de Sibérie, un centre de la branche sibérienne de l'Académie des sciences de Russie ou encore l'Université aérospatiale sibérienne d'État. La ville est le siège de nombreuses institutions culturelles, dont le musée régional et le musée d'État des Beaux-Arts Vassili Sourikov. La ville a perdu une partie de son patrimoine, mais conserve un centre historique notable, avec des monuments comme le cathédrale de l'Intercession, plus ancien édifice de la ville, l'église de la Transfiguration ou la cathédrale de la Sainte-Trinité.
La ville est le centre économique de la région économique de Sibérie orientale, avec comme secteurs importants la métallurgie, l'hydroélectricité, l'industrie spatiale, la chimie et l'industrie du bois et l'éducation. Elle est un centre logistique, historiquement étape importante du Transsibérien, et désormais centre de routes vers l'Ouest, vers l'Est, vers la Mongolie et vers le Nord. Elle est un port sur le fleuve Ienisseï, et possède un important aéroport international. Sur le domaine politique, elle est le siège de la troisième cour d'appel d'abitrage. Elle est récipiendaire depuis 1978 de l'Ordre de la révolution d'Octobre.

## Géographie

### Situation
Krasnoïarsk est situé en plein centre de la Russie, dans le kraï de Krasnoïarsk, troisième plus grande subdivision au monde, et deuxième plus grand sujet russe, qui est un kraï russe au centre de la Sibérie. La ville fait ainsi partie du district fédéral sibérien, se situant à 636 km à l'est-nord-est de Novossibirsk, la capitale du district, à 850 km à l'ouest-nord-ouest d'Irkoutsk, tandis que la capitale Moscou est à  3 355 km à l'est-nord-est . Le fuseau horaire est l'heure de Krasnoïarsk (MSK+4, UTC+07:00),.
La ville proprement dite, forme une subdivision de l'oblast sous le nom d'okroug urbain de Krasnoïarsk (un okroug urbain). La ville est subdivisée en 7 arrondissements.
La ville s'étend d'ouest en est sur 18 à 20 km le long de la rive gauche du Ienisseï, et jusqu'à 25 km le long de la rive droite. Dans ses limites actuelles, la ville couvre une superficie de 379,5 km2.

### Relief et hydrographie
La ville se situe à la jonction du plateau de Sibérie centrale, sur la rive gauche du Ienisseï, et des monts Saïan au sud. Elle se situe à la confluence du petit fleuve Katcha et du grand fleuve sibérien le Ienisseï.

### Climat
Krasnoïarsk possède un climat très continental avec des hivers très froids et assez secs et des étés brefs et assez chauds (type Dfc selon la classification de Koppen). L'amplitude thermique entre le mois le plus chaud et le mois le plus froid est de 34,1 °C. La neige recouvre le sol en moyenne 163 jours par an.
- Nombre moyen de jours avec de la neige dans l'année: 166
- Nombre moyen de jours de pluie dans l'année: 120
- Nombre moyen de jours avec de l'orage dans l'année: 24
- Nombre moyen de jours avec du blizzard dans l'année: 38

| Mois                                                | jan.       | fév.       | mars       | avril      | mai        | juin      | jui.      | août      | sep.      | oct.       | nov.       | déc.     | année      |
| --------------------------------------------------- | ---------- | ---------- | ---------- | ---------- | ---------- | --------- | --------- | --------- | --------- | ---------- | ---------- | -------- | ---------- |
| Température minimale moyenne (°C)                   | −19,2      | −16,3      | −9,4       | −1,4       | 4,7        | 11,1      | 13,7      | 11,2      | 5         | −1,3       | −10,7      | −16,9    | −2,5       |
| Température moyenne (°C)                            | −15,6      | −12,3      | −4,9       | 3,4        | 10,4       | 16,9      | 19,1      | 16,1      | 9,1       | 2,3        | −7,3       | −13,2    | 2          |
| Température maximale moyenne (°C)                   | −11,6      | −7,5       | 0,7        | 9,3        | 17,1       | 23,5      | 25,2      | 22,2      | 14,6      | 6,7        | −3,6       | −9,3     | 7,3        |
| Record de froid (°C) date du record                 | −52,8 1931 | −41,6 2001 | −38,7 1978 | −25,7 1964 | −11,2 2001 | −3,6 1992 | 3,3 2018  | −1 2014   | −9,6 1977 | −25,1 1914 | −42,3 1952 | −47 1929 | −52,8 1931 |
| Record de chaleur (°C) date du record               | 6 1979     | 8,5 1978   | 18,5 2017  | 31,4 1972  | 34 2004    | 35 2023   | 36,4 2002 | 35,1 1995 | 31,3 1966 | 24,5 1967  | 13,6 1978  | 8,6 1955 | 36,4 2002  |
| Précipitations (mm)                                 | 17         | 15         | 19         | 29         | 48         | 66        | 70        | 76        | 55        | 42         | 39         | 31       | 508        |
| dont neige (cm)                                     | 16         | 16         | 13         | 3          | 0          | 0         | 0         | 0         | 0         | 2          | 7          | 14       | 71         |
| Précipitations les plus basses (mm) année du record | 2 1942     | 0,7 1949   | 0,1 1916   | 2 1918     | 5 1960     | 15 1981   | 7 1995    | 16 1973   | 13 1997   | 4 1947     | 5 1918     | 4 1920   | 285 1945   |
| Précipitations les plus hautes (mm) année du record | 48 1979    | 49 2020    | 50 2023    | 71 1960    | 99 2000    | 144 1967  | 195 1988  | 188 2017  | 115 2018  | 89 1982    | 92 1927    | 67 2013  | 631 1979   |
| Record de pluie en 24 h (mm) date du record         | 12 1985    | 25 2020    | 17 1971    | 27 1995    | 34 2020    | 60 1968   | 94 1946   | 97 1969   | 46 2018   | 35 1937    | 60 1927    | 14 2013  | 97 1969    |
| Nombre de jours avec précipitations                 | 0,3        | 0,4        | 2          | 9          | 17         | 19        | 18        | 18        | 19        | 13         | 4          | 0,3      | 120        |
| Humidité relative (%)                               | 69         | 73         | 74         | 71         | 75         | 76        | 72        | 64        | 54        | 58         | 64         | 70       | 73         |
| Nombre de jours avec neige                          | 31         | 28         | 29         | 10         | 1          | 0         | 0         | 0         | 0,1       | 10         | 27         | 31       | 166        |
| Nombre de jours d'orage                             | 0          | 0          | 0,1        | 0,3        | 2          | 7         | 8         | 5         | 1         | 0,1        | 0,1        | 0,03     | 24         |
| Nombre de jours avec brouillard                     | 3          | 2          | 0,4        | 0,1        | 0,3        | 0         | 1         | 2         | 3         | 1          | 1          | 2        | 16         |

| Diagramme climatique                                  |             |           |           |           |            |            |            |         |           |             |             |
| J                                                     | F           | M         | A         | M         | J          | J          | A          | S       | O         | N           | D           |
| −11,6−19,217                                          | −7,5−16,315 | 0,7−9,419 | 9,3−1,429 | 17,14,748 | 23,511,166 | 25,213,770 | 22,211,276 | 14,6555 | 6,7−1,342 | −3,6−10,739 | −9,3−16,931 |
| Moyennes : • Temp. maxi et mini °C • Précipitation mm |             |           |           |           |            |            |            |         |           |             |             |

### Environnement, flore et faune
La ville se distingue par des alentours naturellement très riches, avec plusieurs parcs et réserves, des paysages de montagnes et de la taïga sibérienne. La plus importante aire protége est le parc national des colonnes de Krasnoïarsk (nommé avant 2019 réserve naturelle de Stolby). La réserve, qui s'étale sur une superficie de plus de 47 000 hectares, contient des élévations rocheuses dans les contreforts des monts Saïan orientaux.
La flore du parc national comprend  1 037 espèces de plantes vasculaires supérieures, dont plus de 150 espèces sont classées protégées. Les espèces d'arbres prédominantes dans la réserve sont le bouleau, le cèdre, l'épicéa, le mélèze, le pin, le sapin et le tremble. Quant à la faune, elle est représentée entre autres par 290 espèces d'animaux vertébrés et 199 espèces d'oiseaux. La faune représente à la fois la faune de la taïga et la faune de la steppe boisée.
La ville possède aussi le parc de la flore et de la faune Roïev Routcheï, qui abrite plus de 700 animaux sauvages, oiseaux, reptiles et poissons. Parmi elles, 38 espèces d'animaux et d'oiseaux sont répertoriées dans le Livre rouge de Russie. Enfin, la ville possède le plus ancien arboretum du kraï de Krasnoïarsk, l'arboretum de l'Université technologique d'État de Sibérie, fondé en 1948. Il occupe une superficie de 8 hectares et compte 157 espèces représentant les flores d'Europe, d'Asie centrale, de Sibérie, d'Extrême-Orient, de Chine, du Japon et d'Amérique du Nord.

## Urbanisme

### Voies de communication et transports
La ville de Krasnoïarsk, positionnée au centre du pays et en Sibérie orientale, agit comme une plaque tournante des transportes, avec de nombreux moyens de transport. Elle relie la Russie européenne et plus largement l'Europe à la région d'Asie-Pacifique. Ainsi passent à Krasnoïarsk le chemin de fer transsibérien, la route transsibérienne et le fleuve Ienisseï.

#### Métro

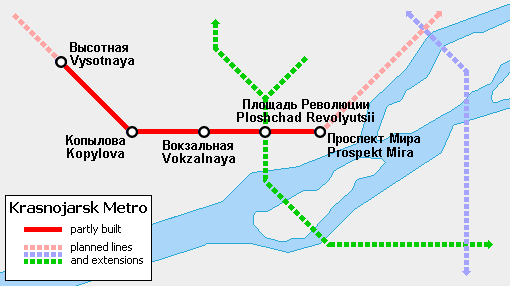
Le futur réseau de métro

Un réseau souterrain de trois lignes est planifié depuis plusieurs années à Krasnoïarsk.
Les trois premières stations ne sont pas encore ouvertes, mais plusieurs sites de construction sont visibles dans la ville. Aucune date pour l'inauguration n'a encore été annoncée.

#### Chemin de fer

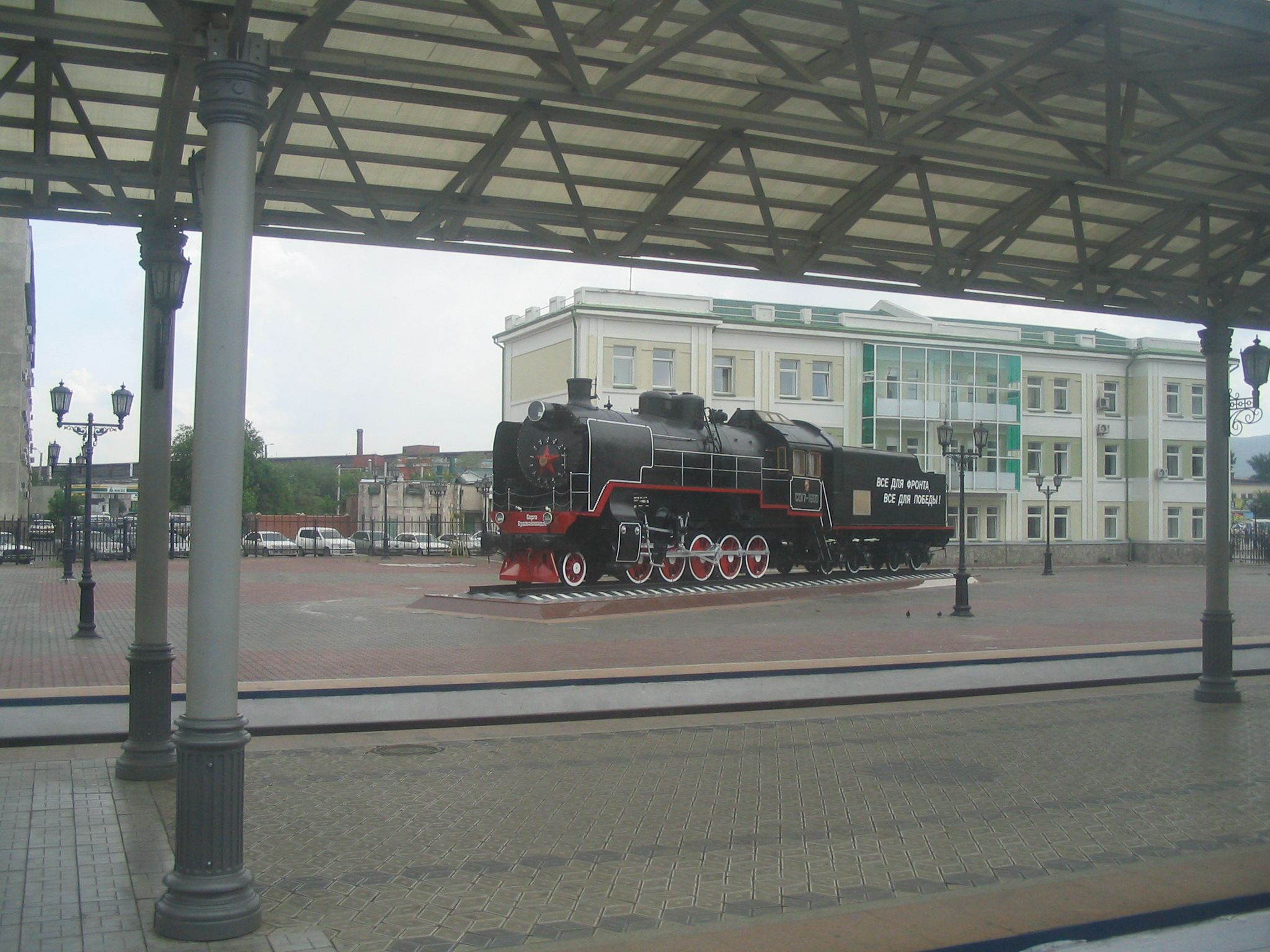
Gare de Krasnoïarsk et ancienne locomotive

Krasnoïarsk est une étape importante du Transsibérien, au kilomètre 4098 depuis Moscou.

#### Aéroport
Krasnoïarsk est desservi par l'aéroport international Yemelyanovo, situé à 37 km au nord-ouest de la ville.

#### Réseau routier
La ville est connectée à deux autoroutes :  se dirigeant vers Novossibirsk ou Irkoutsk et la  vers la frontière mongole. La R255 agit comme un périphérique au nord de la ville. Il y a aussi la route du Ienisseï (04K-044) qui relie la ville à Ienisseïsk au nord.

## Histoire

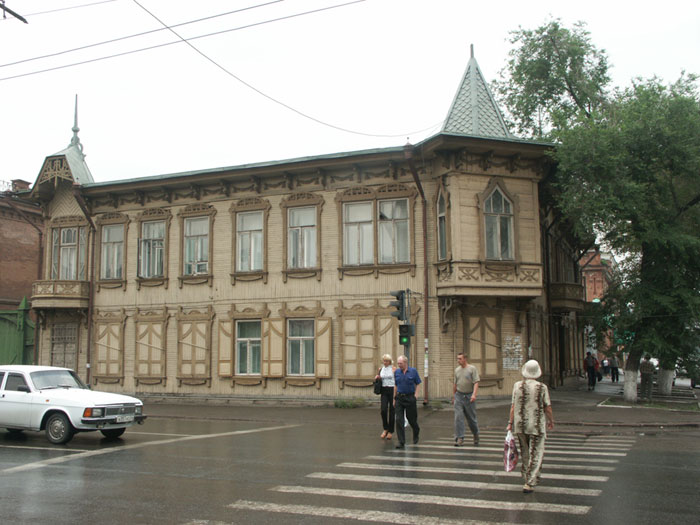
Une maison ancienne

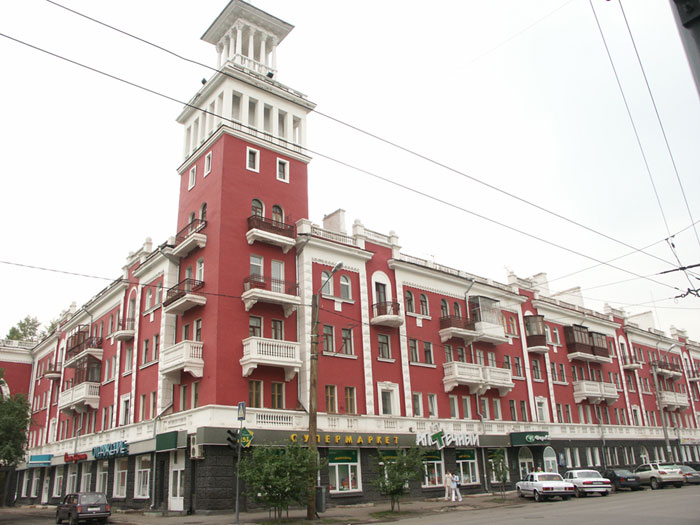
Maison de style « néo-classique » dans le centre-ville

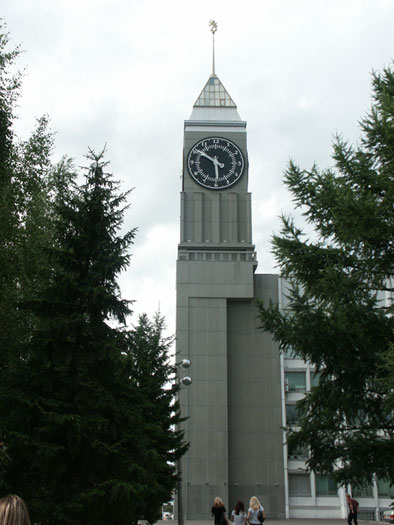
Hôtel de ville de Krasnoïarsk

Krasnoïarsk a été fondée en juillet 1628 et était à l'origine un ostrog (forteresse de frontière).
Des militaires, commandés par le cosaque Andreï Doubenskoï, arrivèrent au confluent de la rivière Katcha et du fleuve Iénisseï et construisirent une fortification afin de se protéger des Tatars alors présents sur les rives du fleuve Iénisseï.
La forteresse fut baptisée « Krasny Iar » (Красный Яр, le ravin beau, Krasny signifiait à l'époque beau et non rouge comme aujourd'hui), du nom du lieu de sa construction. Le nom « Krasnoïarsk » a été adopté lorsque la localité reçut son statut de ville.
Le développement de la ville commença après la construction de 1735 à 1741 de la liaison routière reliant Krasnoïarsk à Moscou, aux villes voisines d'Atchinsk et de Kansk et au reste de la Russie. Cette liaison fut stimulée par la découverte d'or dans la région et par l'arrivée dans la ville de la première liaison ferroviaire en 1895.
Pendant la période impériale, Krasnoïarsk était l'un des relais politiques du pouvoir.
Au XIXe siècle, Krasnoïarsk fut le centre du mouvement cosaque de Sibérie. En 1822, elle reçut le statut de ville et devint le chef-lieu du gouvernement du Ienisseï et à la fin du XIXe siècle, la ville possédait plusieurs usines et ateliers ferroviaires.
Sous l'Empire russe, Krasnoïarsk fut l'un des lieux de relégation des exilés politiques. Après l'échec de la révolte des décabristes en 1825, huit décabristes furent par exemple exilés de Saint-Pétersbourg vers Krasnoïarsk. Les tombes de certains se trouvent au cimetière de la Trinité.
Pendant la révolution russe de 1905, la ville fut le lieu de la brève république révolutionnaire de Krasnoïarsk.
Après la révolution russe de 1917, les plans quinquennaux ont permis à la ville de se développer grâce à la construction d'infrastructures et d'importantes usines : des chantiers navals, un port fluvial, une grande usine de papier ainsi que le barrage hydro-électrique de Krasnoïarsk, aujourd'hui cinquième barrage hydroélectrique le plus important au monde et le second en Russie.
En 1934, le krai de Krasnoïarsk fut créé, qui est la deuxième plus vaste division administrative du pays. Krasnoïarsk fut choisie comme capitale.
Pendant la période du stalinisme, la ville fut un important centre du Goulag. Le camp de travail le plus important était le Kraslag ou Krasnoïarskyi ITL (1938-1960) comprenant deux unités basées à Kansk et Rechioty.
Durant la Seconde Guerre mondiale, une douzaine d'usines furent transférées d'Ukraine et de Russie occidentale vers Krasnoïarsk et ses environs, stimulant ainsi le développement industriel de la ville. Après la guerre, de nouveaux sites industriels virent le jour, comme l'usine d'aluminium Rusal de Krasnoïarsk et l'usine métallurgique 'KrasMaj'.

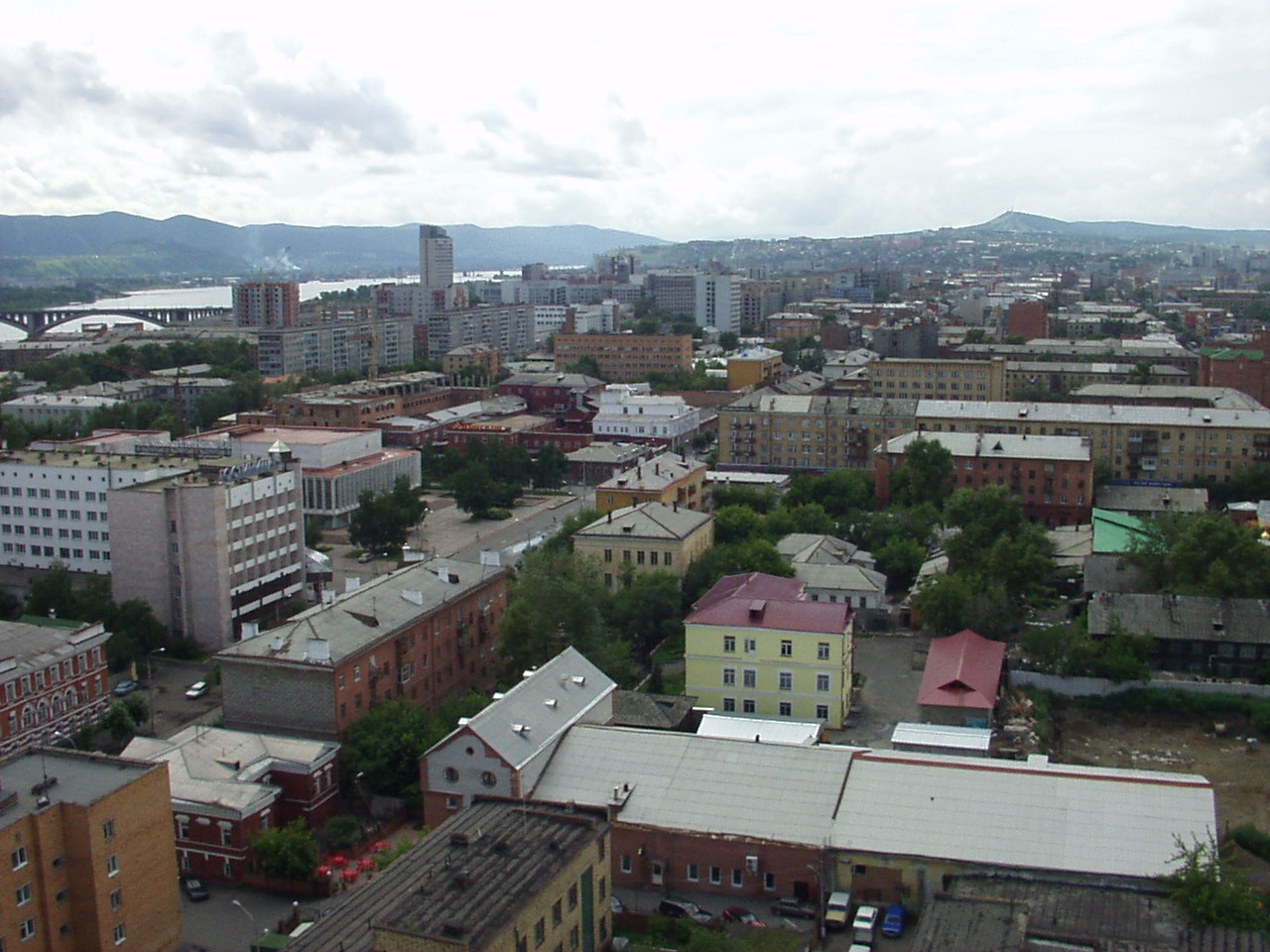
Vue du centre de Krasnoïarsk (2003).

À la fin des années 1970, l'Union soviétique fit construire une station radar à Abalakova (région de Krasnoïarsk), qui fut par la suite transférée à Komsomolsk-sur-l'Amour, après que l'URSS eut admis, en 1989, que cette installation violait le traité ABM.
Après la dislocation de l'Union soviétique, les industries locales furent privatisées et rachetées par quelques oligarques ou bien firent faillite. La transition économique eut pour résultat une augmentation massive du chômage et de nombreuses grèves.
Krasnoïarsk fut également le théâtre du scandale financier le plus connu de la seconde moitié des années 1990. Celui-ci éclata après qu'un homme d'affaires de la ville, Anatoli Bykov, fut accusé du meurtre de son partenaire financier et subit ainsi l'annulation de son achat de l'usine locale d'aluminium. Ces accusations se sont par la suite révélées infondées.
Sous l'impulsion du maire Piotr Pimachkov, la ville connaît depuis 1996 une amélioration sensible de son environnement urbain : les anciens bâtiments historiques ont été restaurés et de nombreuses places et fontaines ont été construites. Aujourd'hui, la ville garde seulement quelques traces de son passé soviétique.

## Politique et Administration
Krasnoïarsk est divisée en sept raïons administratifs (arrondissements) :
- Kirovski : 117 156 habitants en 2002
- Leninski : 146 943
- Oktiabrski : 138 521
- Sovetski : 231 696
- Sverdlovski : 130 518
- Tsentralny : 54 503
- Jeleznodorojny : 90 004

### Résultats électoraux
| Scrutin          | 1er tour | 1er tour | 1er tour | 1er tour | 1er tour  | 1er tour | 1er tour | 1er tour  | 1er tour | 1er tour | 1er tour | 1er tour | 2d tour     | 2d tour     | 2d tour     | 2d tour     | 2d tour     | 2d tour     | 2d tour     | 2d tour     |
| Scrutin          | 1er      | 1er      | %        | 2e       | 2e        | %        | 3e       | 3e        | %        | 4e       | 4e       | %        | 1er         | %           | 2e          | %           | 3e          | %           | 4e          | %           |
| ---------------- | -------- | -------- | -------- | -------- | --------- | -------- | -------- | --------- | -------- | -------- | -------- | -------- | ----------- | ----------- | ----------- | ----------- | ----------- | ----------- | ----------- | ----------- |
| Municipales 2007 |          | ER       | 47,69    |          | KPRF      | 17,40    |          | LDPR      | 14,99    |          | SR       | 14,07    | Tour unique | Tour unique | Tour unique | Tour unique | Tour unique | Tour unique | Tour unique | Tour unique |
| Municipales 2013 |          | ER       | 31,06    |          | Patriotes | 25,62    |          | SR        | 10,94    |          | GP       | 9,70     | Tour unique | Tour unique | Tour unique | Tour unique | Tour unique | Tour unique | Tour unique | Tour unique |
| Municipales 2017 |          | LDPR     | 28,12    |          | ER        | 25,71    |          | KPRF      | 16       |          | SRZP     | 9,05     | Tour unique | Tour unique | Tour unique | Tour unique | Tour unique | Tour unique | Tour unique | Tour unique |
| Municipales 2023 |          | ER       | 44,02    |          | LDPR      | 19,75    |          | Les Verts | 9,37     |          | KPRF     | 8,01     | Tour unique | Tour unique | Tour unique | Tour unique | Tour unique | Tour unique | Tour unique | Tour unique |

## Population et société

### Démographie
La population de Krasnoïarsk s'est fortement accrue à partir des années 1930, époque des premiers plans quinquennaux et de l'industrialisation en Union soviétique. Cette croissance s'est accélérée après la Seconde Guerre mondiale et s'est même poursuivie jusqu'à la dislocation de l'Union soviétique. Mais la ville perd une cinquantaine de milliers d'habitants dans les années 1990. Au début du XXIe siècle, une nette reprise s'amorce et le nombre d'habitants atteint en 1992 est dépassé en 2007. Le cap du million d'habitants est officiellement franchi le 10 avril 2012. L'excédent naturel ne représente que 12 pour cent de cette croissance .

Évolution de la population de Krasnoïarsk de 1856 à 2012

Recensements (*) ou estimations de la population
| 1856  | 1897*  | 1926*  | 1931   | 1939*   | 1959*   | 1970*   |
| ----- | ------ | ------ | ------ | ------- | ------- | ------- |
| 6 400 | 26 699 | 69 300 | 82 800 | 189 977 | 412 375 | 648 113 |

| 1979*   | 1989*   | 2002*   | 2006    | 2010*   | 2012    | 2013      |
| ------- | ------- | ------- | ------- | ------- | ------- | --------- |
| 796 305 | 912 629 | 909 341 | 920 926 | 973 826 | 997 316 | 1 016 385 |

| 2014      | 2015      | 2016      | - | - | - | - |
| --------- | --------- | --------- | - | - | - | - |
| 1 135 528 | 1 052 218 | 1 066 934 | - | - | - | - |

#### Nationalités
Comme dans toute la Sibérie, la population de Krasnoïarsk est composée de nombreux groupes ethniques, ou « nationalités », principalement des Russes, des Ukrainiens, des Tatars et des Biélorusses.

#### Immigration
Récemment, les populations tadjik, ouzbek, caucasienne et d'Asie centrale se sont considérablement accrues. Ces populations sont à la recherche de travail et constituent souvent une immigration illégale. La présence de Chinois Han s'est également accrue, se concentrant dans les activités commerciales, souvent en partenariat avec des sociétés locales. Le marché chinois de Sodroujestvo (Fraternité) et la ville commerciale chinoise Kitaï-gorod démontrent bien le rôle économique de cette population.

### Enseignement

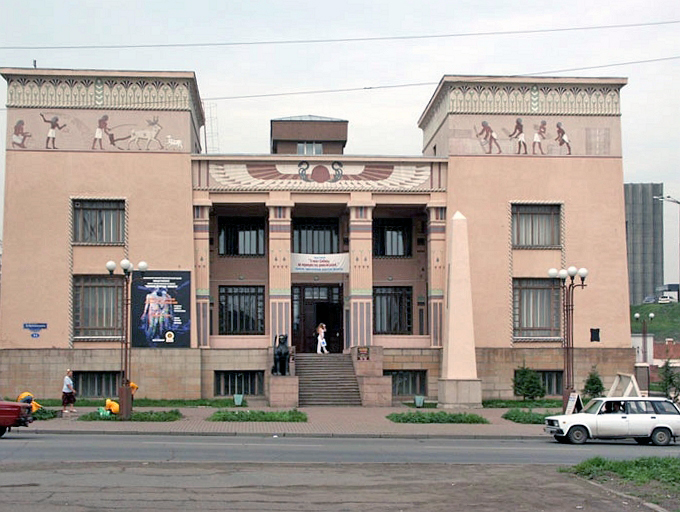
Le musée régional

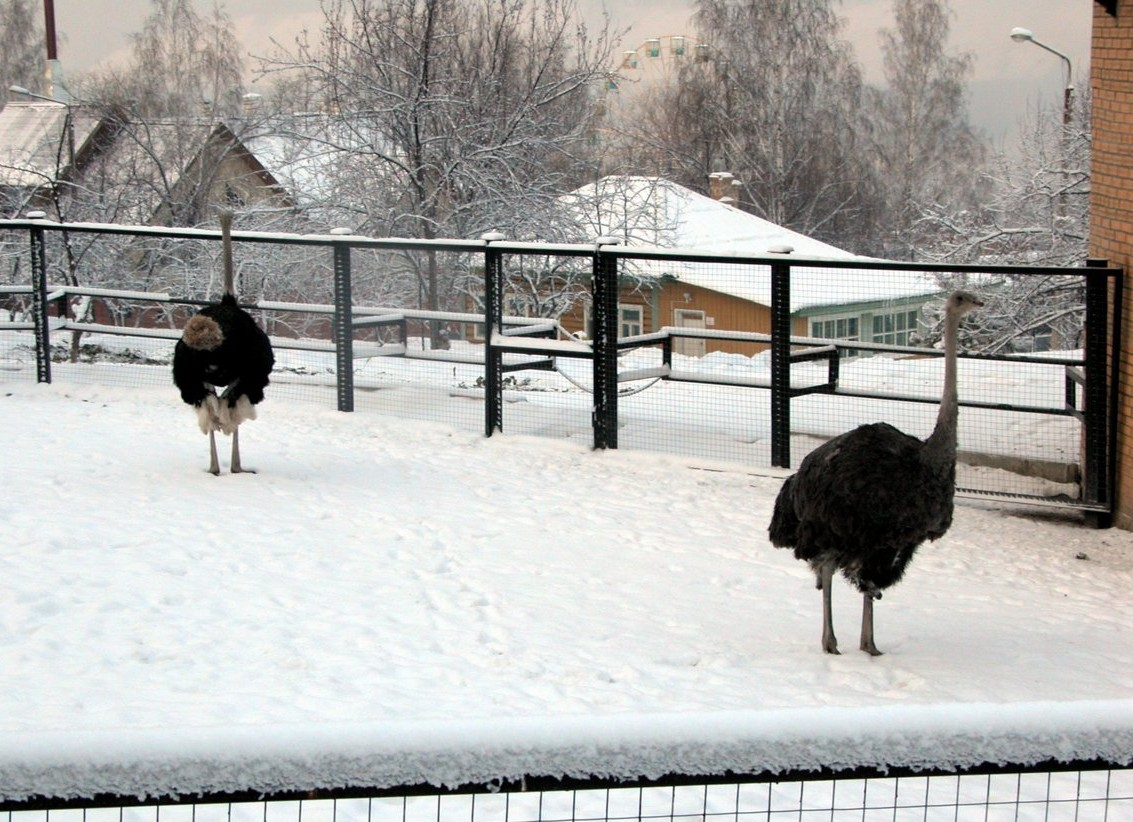
Autruches du zoo de Krasnoïarsk

Proche de Novossibirsk, Krasnoïarsk est un centre scientifique et académique de premier plan en Sibérie, avec près de 200 établissements d'enseignement supérieur et plus de 30 établissements de haut niveau, parmi lesquels nombreux d'entre eux sont rattachés à l'Académie des sciences de Russie. Les principaux établissements sont :
- Université fédérale sibérienne fondée le 4 novembre 2006. Elle intègre quatre université existantes : l'université d'État de Krasnoïarsk (KGU), fondée en 1963, l'université technique d'État de Krasnoïarsk (KGTU), fondée en 1956, l'université technologique d'État de Sibérie (SibGTU) qui est l'université la plus ancienne de la ville, auparavant Institut des forêts de Sibérie, et l'universite d'État de l'or et des métaux non précieux.
- L'université pédagogique d'État de Krasnoïarsk (KGPU), fondée en 1932
- L'université aérospatiale d'État de Sibérie (SibGAU), fondée en 1960
- L'académie de médecine d'État de Krasnoïarsk (KrasGMA), fondée en 1942
- L'institut des forêts Soukatchev, fondé en 1944

Tout comme Novossibirsk, Krasnoïarsk possède une ville étudiante appelée Akademgorodok (La ville étudiante en russe), où sont basés plusieurs instituts d'enseignements. L'Institut de biophysique de Krasnoïarsk est connu pour son expérience menée de 1973 à 1985 sur l'isolation de l'être humain de son écosystème (Expérience Bios)
La ville possède de nombreux musées et un zoo.

### Sports
| Équipe                       | Sport            | Ligue                  | Stade/Salle       | Création | Titres |
| ---------------------------- | ---------------- | ---------------------- | ----------------- | -------- | ------ |
| Ienisseï Krasnoïarsk         | Football         | RFL (D2)               | Stade Central     | 1937     | 0      |
| Ienisseï Krasnoïarsk (fém.)  | Football         | Division suprême (D1)  | Arena Ienisseï    | 1989     | 0      |
| Ienisseï Krasnoïarsk         | Basket-ball      | VTB United League (D1) | Arena Sever       | 1981     | 0      |
| Enisey-STM Krasnoïarsk       | Rugby à XV       | RRC (D1)               | Stade Avangard    | 1975     | 13     |
| Krasny Yar Krasnoïarsk       | Rugby à XV       | RRC (D1)               | Stade Krasny Yar  | 1969     | 12     |
| Sokol Krasnoïarsk            | Hockey sur glace | VHL (D2)               | Platinum Arena    | 1977     | 0      |
| Birioussa Krasnoïarsk (fém.) | Hockey sur glace | WHL (D1)               | Platinum Arena    | 1987     | 0      |
| Ienisseï Krasnoïarsk         | Volley-ball      | Superligue (D1)        | Mikhaila Dvorkina | 1980     | 0      |
| Ienisseï Krasnoïarsk (fém.)  | Volley-ball      | Superliga (D1)         | Mikhaila Dvorkina | 1992     | 0      |
| Ienisseï Krasnoïarsk         | Bandy            | Superligue (D1)        | Stadium Yenisei   | 1934     | 16     |

## Culture locale et patrimoine

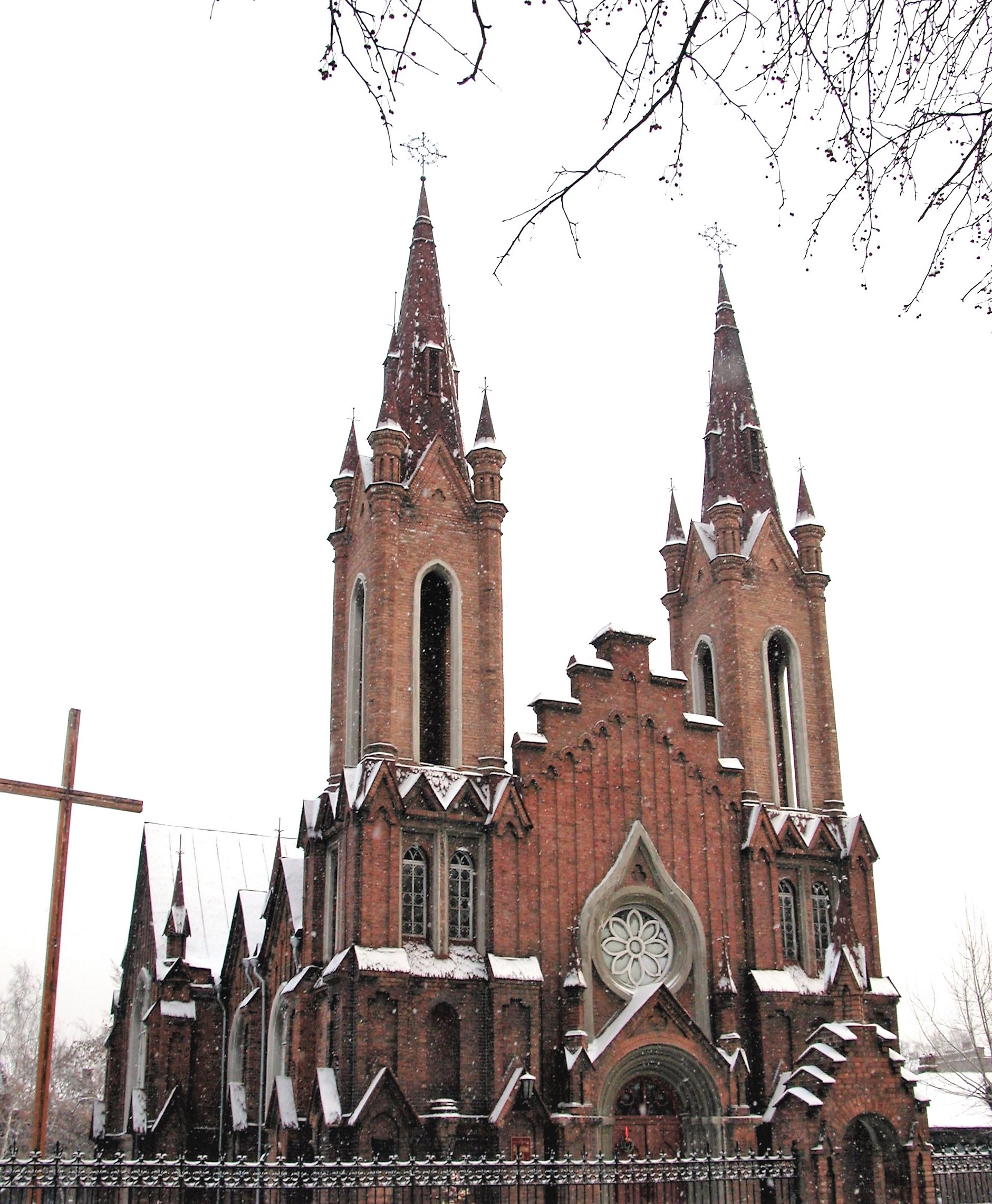
Église catholique de la Transfiguration abritant l'orgue de la société philharmonique du Kraï de Krasnoïarsk

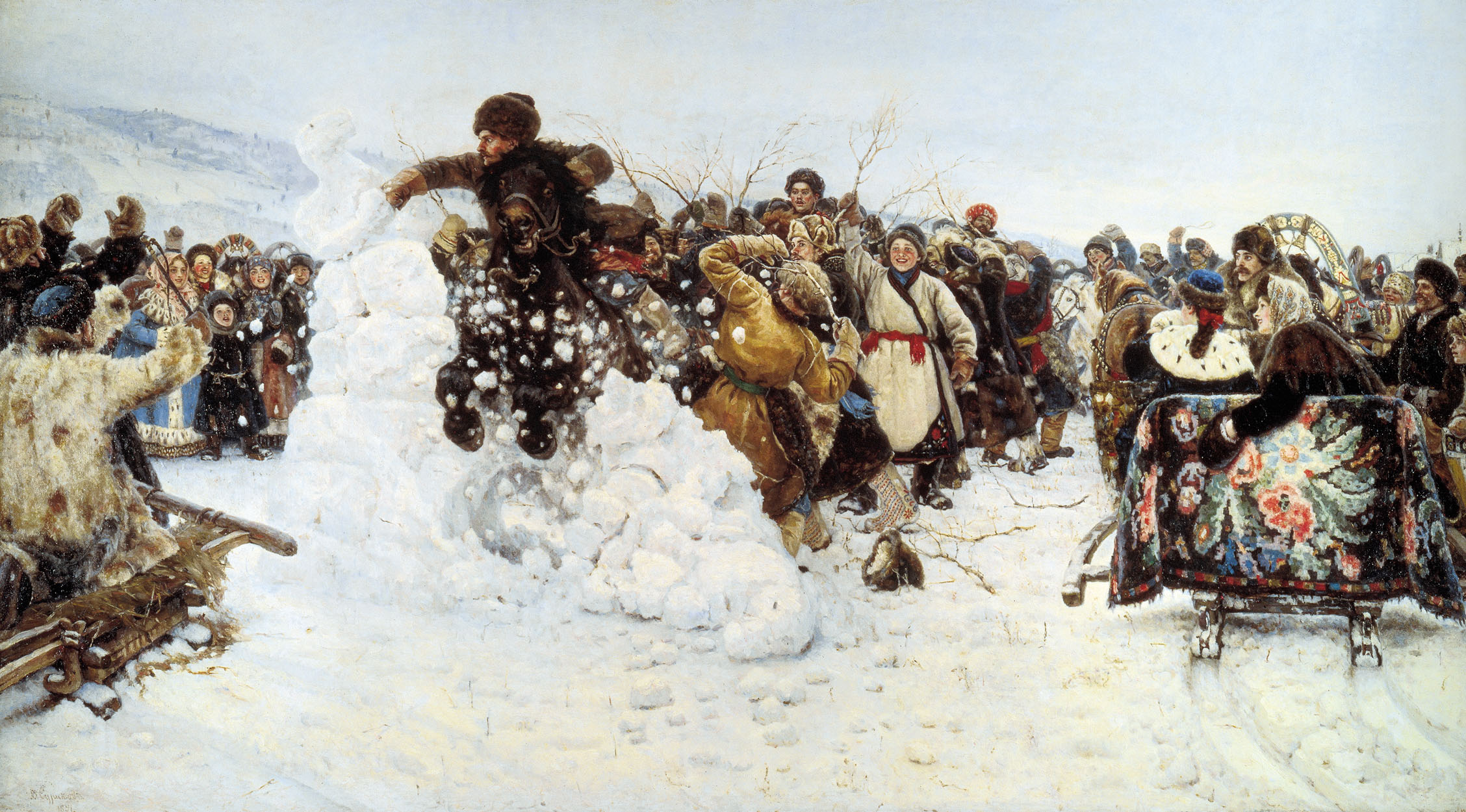
Vassili Sourikov, La Prise de la forteresse de neige

De nombreuses fêtes locales sont célébrées chaque année à Krasnoïarsk. La plus importante d'entre elles est le Jour de la ville, célébré en juin, habituellement pendant le carnaval. En 1891, le peintre Vassili Sourikov, natif de la ville, a réalisé son tableau La Prise de la forteresse de neige qui évoque un jeu pratiqué dans la neige durant la fête de la Maslenitsa dans la région de Kransoïarsk.
Il existe également d'autres événements locaux tels que le Festival de la Mana (russe : Манский фестиваль) qui se déroule habituellement la dernière semaine de juin en même temps que le concours d'auteurs-compositeurs-interprètes, le festival d'avant-garde Museum Night, qui se tient lors de la Journée internationale des musées (18 mai), le festival Jazz sur Iénisseï, le Jour des stolbistes tenu plusieurs fois par an et qui célèbre la tradition de l'escalade dans la réserve nationale naturelle de Stolby et le Rallye des motards.
Krasnoïarsk possède de nombreuses chaînes de télévision et des moyens de télécommunications performants, beaucoup de districts de la ville ayant un accès haut débit à l'Internet.
La ville est également le lieu d'origine du Chœur des enfants de Krasnoïarsk, mondialement connu sous le nom des Petits aigles de Sibérie.

### Lieux et monuments
La ville de Krasnoïarsk compte 132 monuments et objets protégés au titre des objets patrimoniaux culturels de Russie. Sur ce total, 26 objets sont classés comme des objets patrimoniaux d'importance fédérale, 156 d'importance régionale et 6 objets sont classés d'importance municipale.

### Architecture

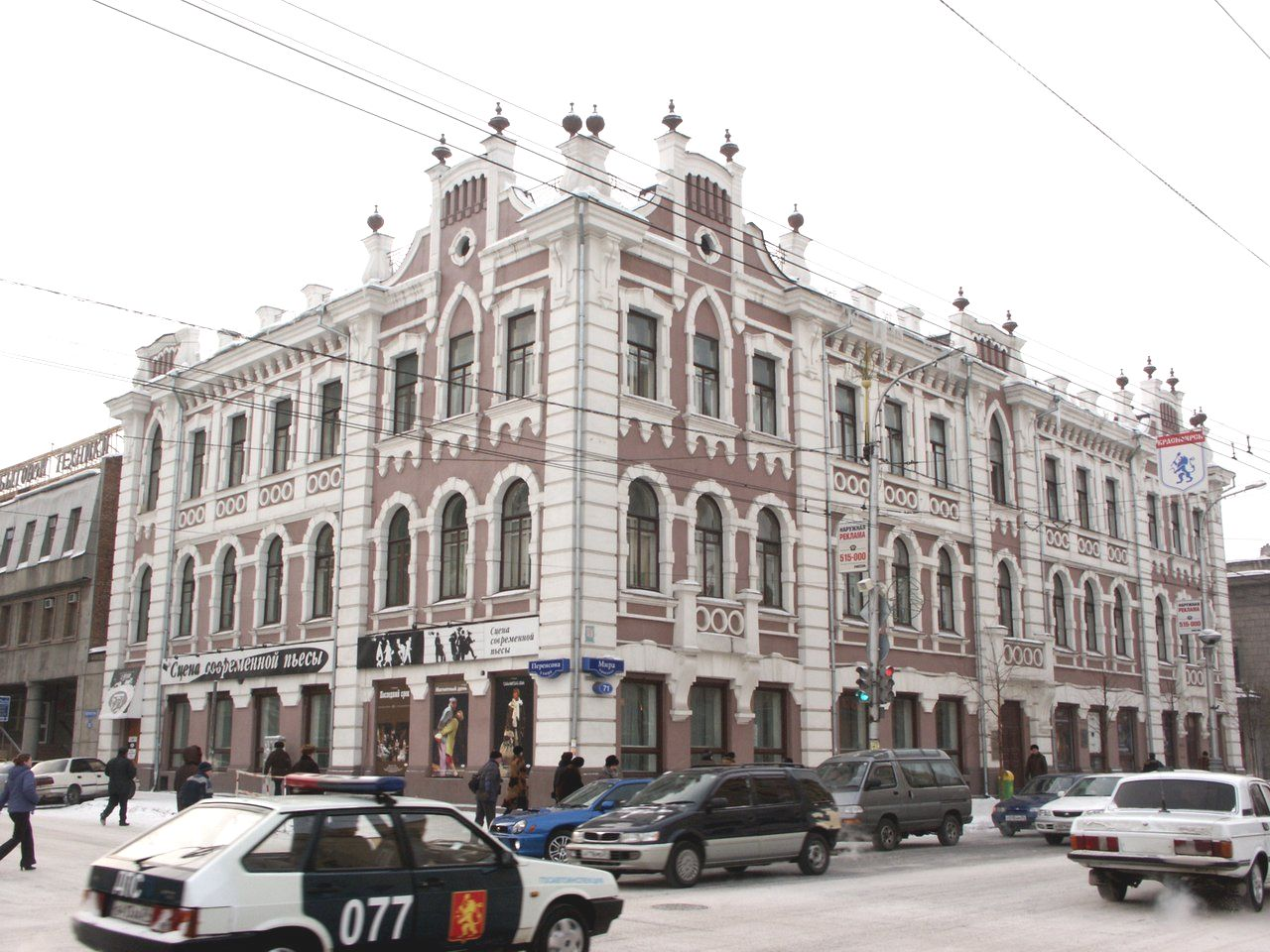
Un immeuble ancien

On trouve beaucoup de bâtiments historiques à Krasnoïarsk, le plus ancien d'entre eux étant la cathédrale de l'Intercession (russe : Покровский собор) construite de 1785 à 1795, et restaurée en 1978. D'autres exemples significatifs de l'architecture religieuse orthodoxe sont également présents dans la ville : la cathédrale de l'Annonciation (russe : Благовещенский собор) construite de 1802 à 1812, la cathédrale de la Sainte-Trinité (russe : Свято-Троицкий собор) datant de 1812 et l'église Saint-Jean-Baptiste (russe : Церковь Иоанна Предтечи) datant de 1899 qui était une ancienne résidence épiscopale.

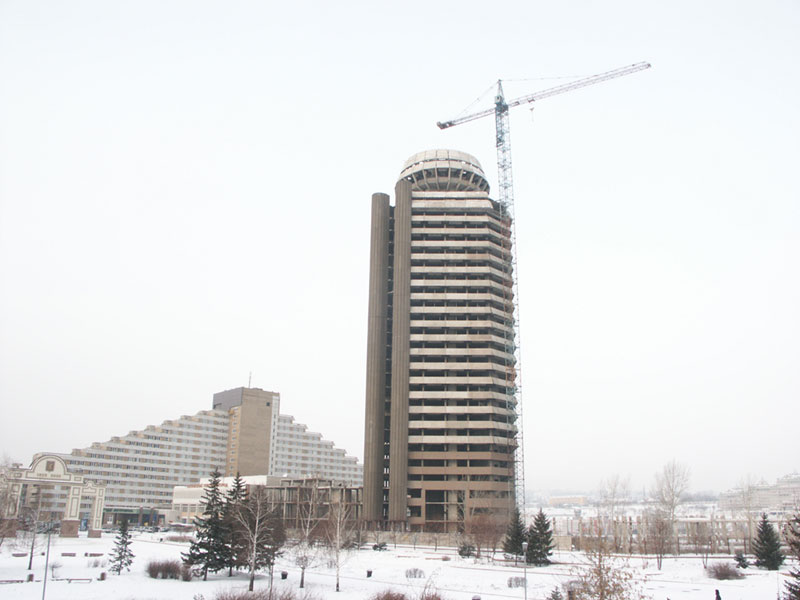
L'ancienne tour inachevée construite dans les années 1980, l'immeuble est depuis recouvert d'une façade en verre

Au sommet de la colline Karaoulnaïa se dresse la chapelle Sainte-Parascève, construite en 1804 et reconstruite en 1855. Le site était occupé originellement par un temple païen, puis par la tour de garde du fort de la ville. La chapelle Sainte-Parascève (Paraskeva en russe) est un des symboles de la ville, et est représentée sur les billets de 10 roubles russes, avec la ville de Krasnoïarsk.

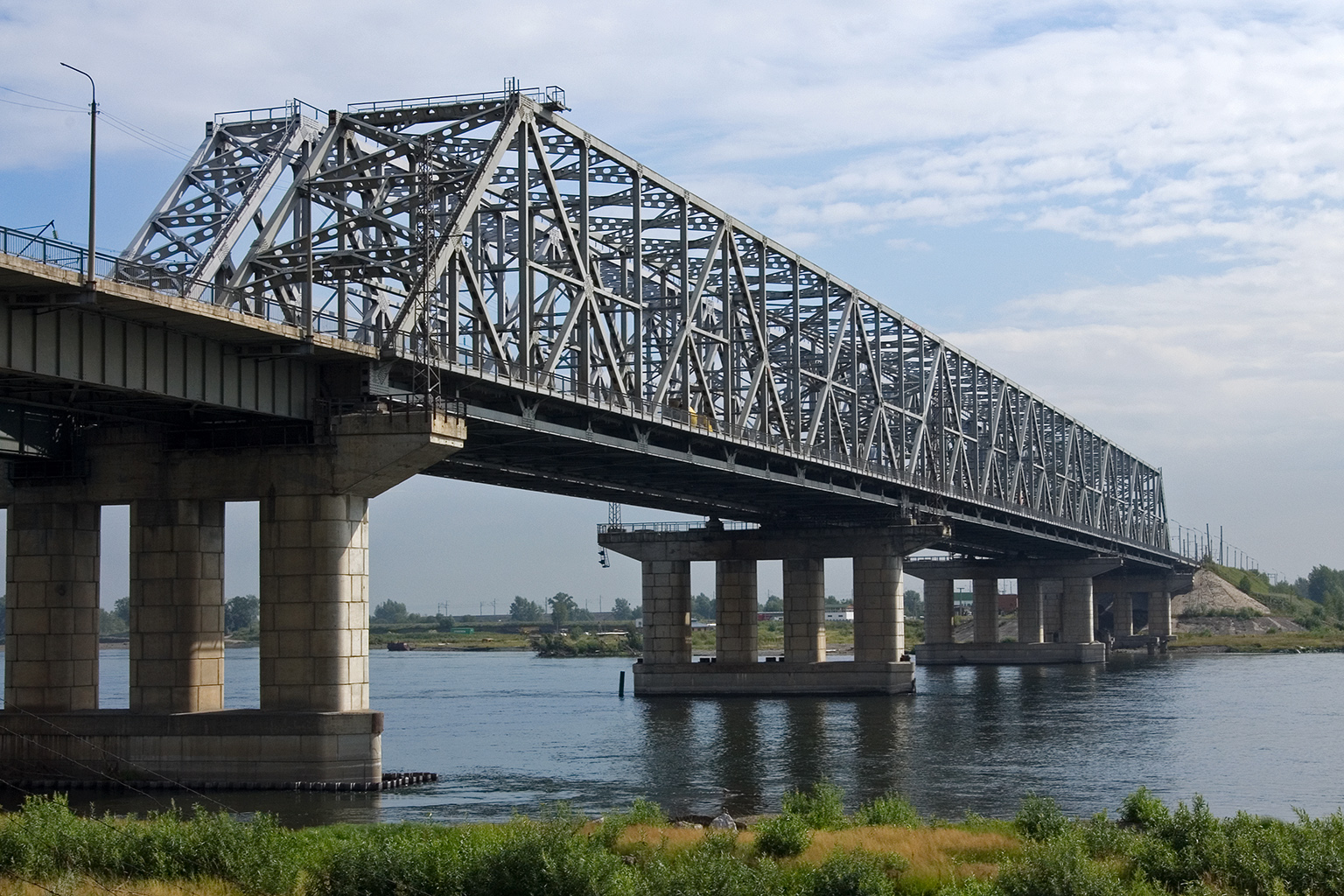
Pont ferroviaire sur le Iénisseï

Un autre ancien symbole non officiel de la ville fut une tour incomplète de vingt-quatre étages. La construction de cette tour avait débuté juste avant la perestroïka, mais celle-ci fut interrompue lors de la crise administrative que traversa le pays.
La construction de cette tour est désormais quasiment terminée en 2021 (la façade en verre ayant été posée).

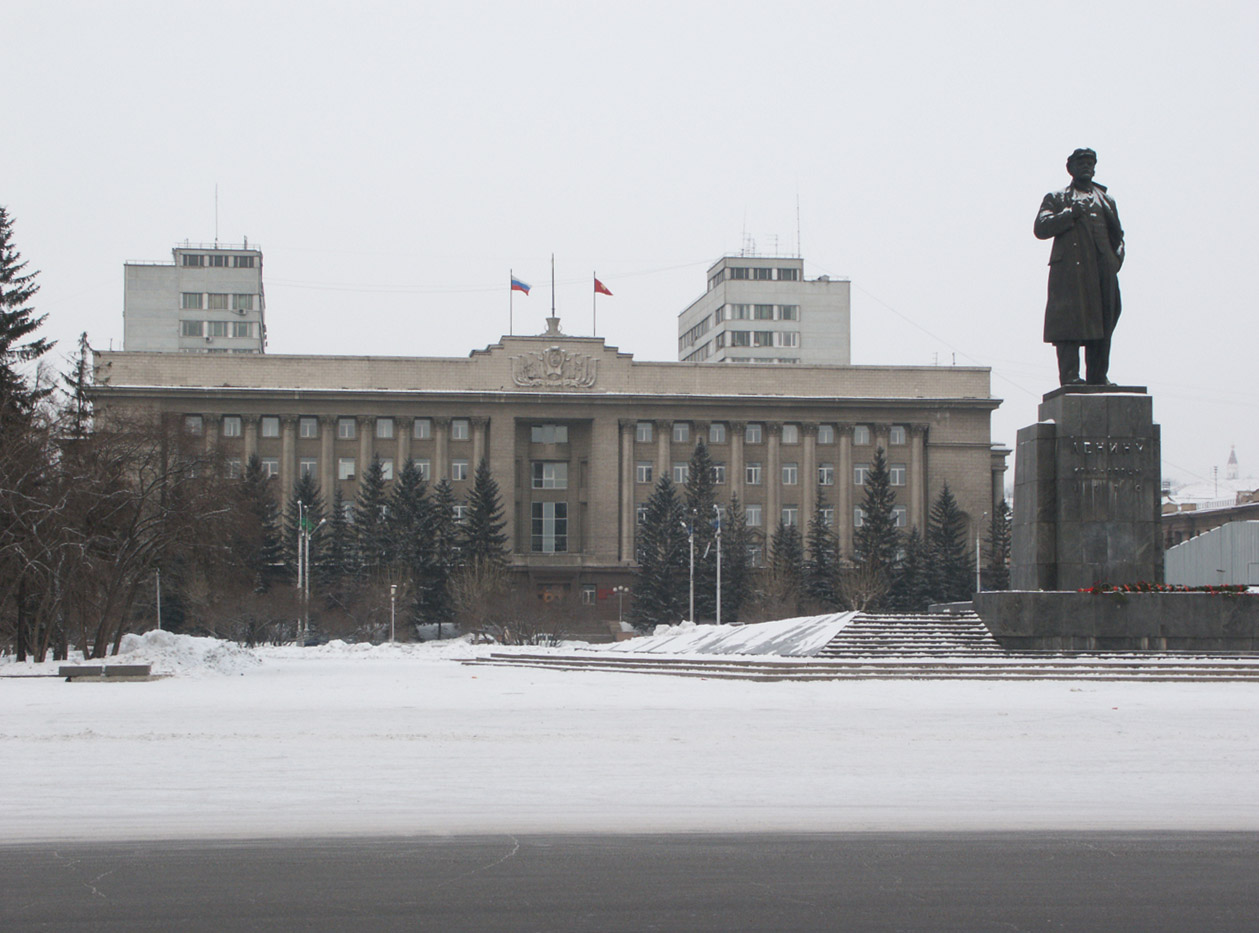
Le centre administratif de la région

Inscrit sur la liste indicative du patrimoine mondial par l'UNESCO à l'issue de la 27e session du Comité du patrimoine mondial en 2003, le pont ferroviaire de Krasnoïarsk a été construit entre 1893 et 1896, il est traversé par le Transsibérien.
Cet ouvrage a été conçu par l'architecte impérial Lavr Proskouriakov et était un des plus longs de son époque. L'UNESCO décrit le pont comme étant « un des premiers exemples de pont à treillis parabolique polygonal en Russie » et qui fut en son temps « un lieu de tests pour les théories de l'ingénierie et le développement de nouvelles solutions innovantes ».
Parmi les autres bâtiments intéressants de la ville, on peut citer les hôtels particuliers du marchand Nikolaï Gadalov (début du XXe siècle); l'église catholique de la Transfiguration, construite en 1908-1911, connue aussi sous le nom de hall de l'orgue de Krasnoïarsk ; le musée du kraï de Krasnoïarsk construit dans un style rappelant un temple de l'Égypte antique ; le centre culturel et historique de Krasnoïarsk; l'arc de triomphe de la ville et le bâtiment abritant l'administration régionale flanqué de ses deux tours surnommées « les oreilles d'âne » et sa statue de Lénine.

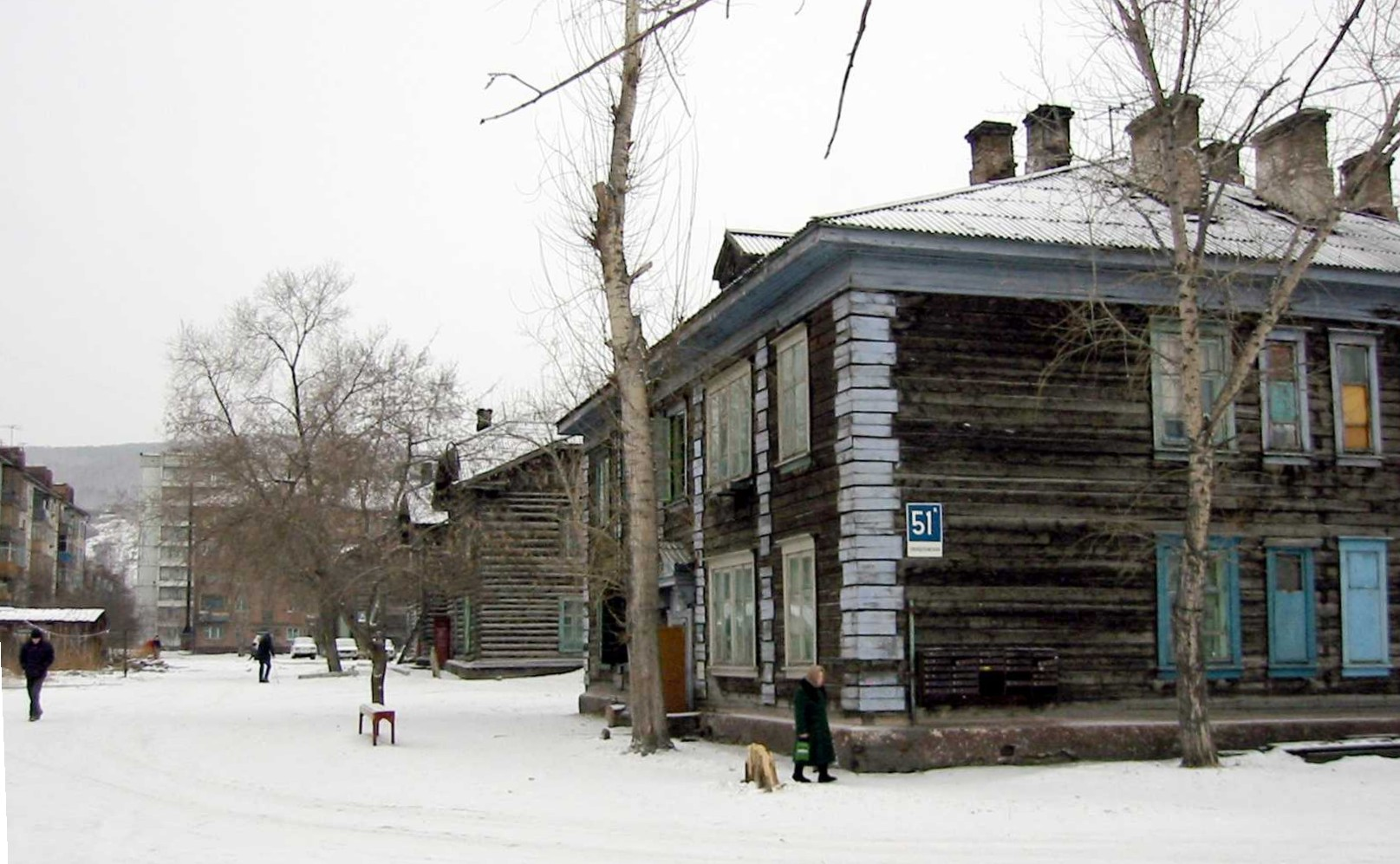
Une maison typique en bois de la fin du XIXe siècle, en périphérie de la ville

On trouve également dans la ville de nombreuses maisons de bois à un étage, construites principalement au milieu du XXe siècle, et qui servaient alors d'habitation temporaire.
L'urbanisation de plusieurs villages maintenant inclus dans la ville a permis de conserver en beaucoup d'endroits l'architecture traditionnelle du village russe : des maisons de bois avec arrière-cour qui subissent aujourd'hui l'effet du temps, mais restent encore habitées.
Le parc central est le « poumon vert » du centre-ville.

### Musées
- Le musée régional a été construit en 1929 dans le style égyptien.
- Le musée-domaine V. Sourikov a été créé en 1948 dans le domaine familial du peintre Vassili Sourikov
- Le musée littéraire de Krasnoïarsk est situé dans un ancien hôtel particulier pseudo-gothique
- Le musée d'État des Beaux-Arts de Krasnoïarsk-Vassili Sourikov du nom du peintre né dans la ville de Krasnoïarsk en 1848. Créé en 1957 il présente une riche collection de tableaux de peintres russes.

### Symboles et blasons
| - Le lion muni d'une pelle et d'une serpe, symbole de la ville de Krasnoïarsk. - Blason en 1804. - Blason en 1851. |

La première version des armes de la ville fut officialisée le 12 mars 1804. Le blason était divisé en deux parties, la partie supérieure représentant les armes du gouvernement de Tomsk, la partie inférieure représentant la colline de Krasnoïarsk sur fond argent.
Le blason officialisé le 23 novembre 1851 représentait un lion d'or tenant dans ses pattes avant une serpe et une pelle. Le blason était alors coiffé de la couronne impériale.
Les armes actuelles ont été adoptées le 28 novembre 2004, en modifiant légèrement le blason de 1851, et en lui ajoutant la couronne à cinq tours de la région.

## Personnalités
Personnalités nées à Krasnoïarsk :
- Innokenti Lopatine (1839-1909), explorateur et ingénieur des mines, né et mort à Krasnoïarsk.
- Vassili Sourikov (1848-1916), peintre
- Pyotr Krasikov (1870-1939), premier procureur général de l'Union soviétique.
- Viktor Astafiev (1924-2001), écrivain
- Andreï Makine (°1957), écrivain russo-français
- Lev Psakhis (°1958), joueur d'échecs
- Dmitri Khvorostovski (1962-2017), chanteur d'opéra
- Ioulia Petchenkina (°1978), athlète
- Helene Fischer (°1984), chanteuse de schlager allemande.
- Aleksandr Siomine (°1984), joueur russe de hockey sur glace évoluant actuellement avec les Hurricanes de la Caroline en LNH.
- Evgeny Ustyugov (°1985), biathlète
- Mirra Andreeva (°2007), joueuse de tennis.